# Distretto di Jihlava
Il distretto di Jihlava (in ceco okres Jihlava) è un distretto della Repubblica Ceca nella regione di Vysočina. Il capoluogo di distretto è la città di Jihlava.

## Geografia antropica
Il distretto conta 123 comuni:

### Città
- Brtnice
- Jihlava
- Polná
- Telč
- Třešť

### Comuni mercato
- Batelov
- Dolní Cerekev
- Kamenice
- Luka nad Jihlavou
- Mrákotín
- Nová Říše
- Stará Říše
- Stonařov
- Větrný Jeníkov

### Comuni
- Arnolec
- Bílý Kámen
- Bítovčice
- Bohuslavice
- Borovná
- Boršov
- Brtnička
- Brzkov
- Cejle
- Cerekvička-Rosice
- Černíč
- Čížov
- Dlouhá Brtnice
- Dobronín
- Dobroutov
- Dolní Vilímeč
- Doupě
- Dudín
- Dušejov
- Dvorce
- Dyjice
- Hladov
- Hodice
- Hojkov
- Horní Dubenky
- Horní Myslová
- Hostětice
- Hrutov
- Hubenov
- Hybrálec
- Jamné
- Jersín
- Jezdovice
- Ježená
- Jihlávka
- Jindřichovice
- Kalhov
- Kaliště
- Kamenná
- Klatovec
- Kněžice
- Knínice
- Kostelec
- Kostelní Myslová
- Kozlov
- Krahulčí
- Krasonice
- Lhotka
- Malý Beranov
- Markvartice
- Měšín
- Milíčov
- Mirošov
- Mysletice
- Mysliboř
- Nadějov
- Nevcehle
- Olšany
- Olší
- Opatov
- Ořechov
- Otín
- Panenská Rozsíčka
- Panské Dubenky
- Pavlov
- Plandry
- Puklice
- Radkov
- Rančířov
- Rantířov
- Rohozná
- Rozseč
- Růžená
- Rybné
- Řásná
- Řídelov
- Sedlatice
- Sedlejov
- Smrčná
- Stáj
- Strachoňovice
- Střítež
- Suchá
- Svojkovice
- Šimanov
- Švábov
- Třeštice
- Urbanov
- Ústí
- Vanov
- Vanůvek
- Vápovice
- Velký Beranov
- Věžnice
- Věžnička
- Vílanec
- Volevčice
- Vyskytná nad Jihlavou
- Vysoké Studnice
- Vystrčenovice
- Záborná
- Zadní Vydří
- Zbilidy
- Zbinohy
- Zdeňkov
- Zhoř
- Zvolenovice
- Žatec
- Ždírec